# Ар-Рахман (сура)
Сура Ар-Рахман (на арабски: سورة الرحمن Сура Милостивия или Сура Всемилостивия) е 55-а сура от свещения Коран. Освен това Ар-Рахман е и едно от 99-те имена на Аллах.
Тази сура е разкрита в Медина. Състои се от 78 аята.
Изброява милостите на Аллах и неговите дарове, като се започне с най-великата милост – от обучението на Свещения Коран.
Разглежда наказанието в Ада на грешниците, отхвърлящи благодатта на Бога и възкресението, и подробно разказва за блаженството, подготвено в Рая за богобоязливите.